# فوروشیکی

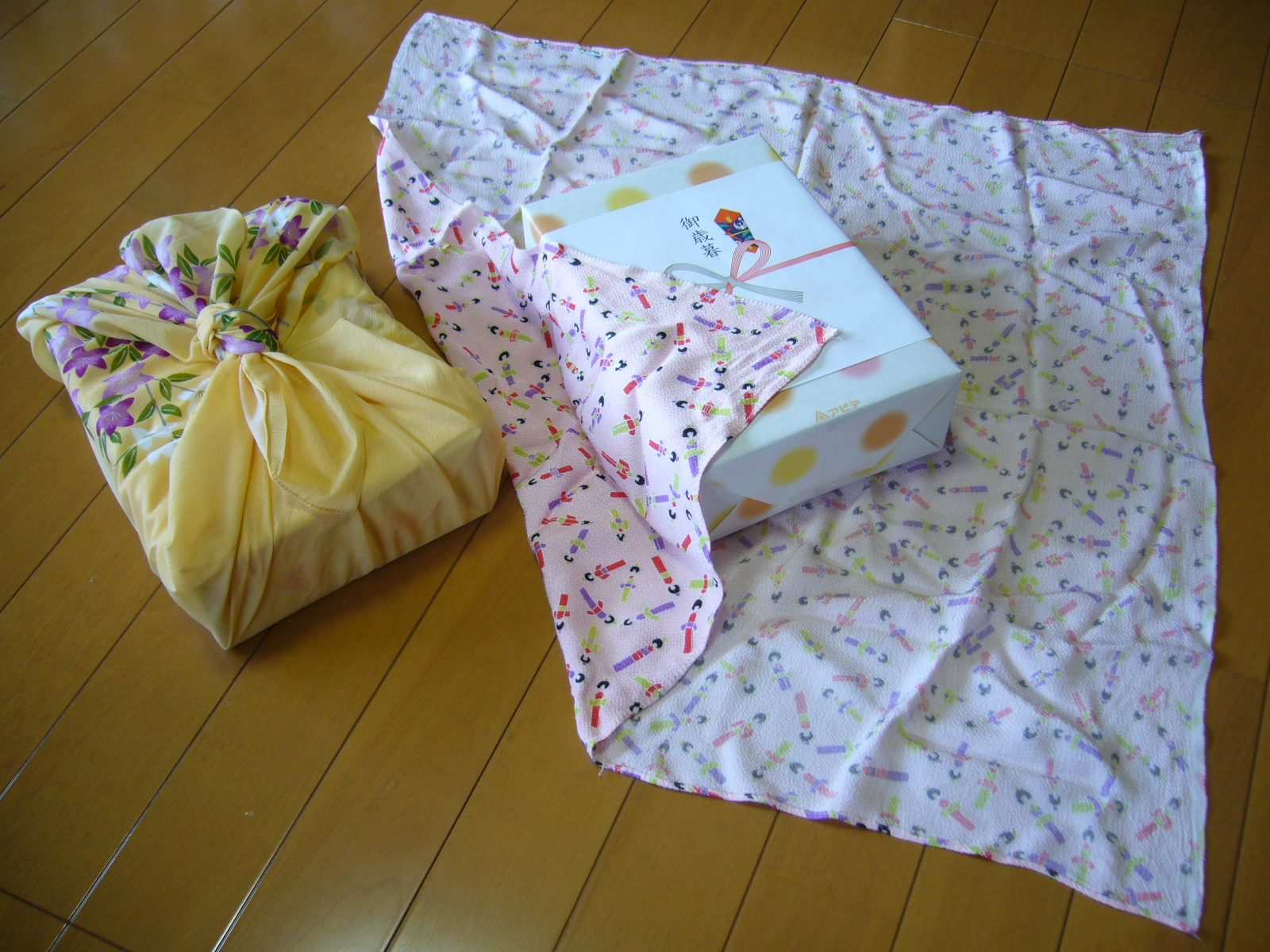
جایگزین سازگار با محیط زیست برای کاغذ بسته‌بندی محبوب هستند.

فوروشیکی (انگلیسی: Furoshiki، پارچه‌های بسته‌بندی سنتی ژاپنی هستندکه به‌طور سنتی برای بسته‌بندی و/یا برای حمل و نقل کالا استفاده می‌شود. این نوع بسته‌بندی از نظر زیبایی‌شناسی مورد توجه قرار می‌گیرد، پارچه ممکن است گران‌قیمت و دارای طرح‌های نقاشی شده با دست باشد. با این حال، فوروشیکی‌ها بسیار کم ارزش تر از فوکوسا‌ها هستند و معمولاً برای ارائه هدایای رسمی استفاده نمی‌شوند.
در حالی که آنها در اندازه‌های مختلف هستند، معمولاً تقریباً مربع هستند.